# Villanueva de Alcorón
Villanueva de Alcorón é um município da Espanha na província de Guadalajara, comunidade autónoma de Castilla-La Mancha, de área 99,21 km² com população de 269 habitantes (2004) e densidade populacional de 2,71 hab/km².

## Demografia
| Variação demográfica do município entre 1991 e 2004 | Variação demográfica do município entre 1991 e 2004 | Variação demográfica do município entre 1991 e 2004 | Variação demográfica do município entre 1991 e 2004 |
| --------------------------------------------------- | --------------------------------------------------- | --------------------------------------------------- | --------------------------------------------------- |
| 1991                                                | 1996                                                | 2001                                                | 2004                                                |
| 336                                                 | 300                                                 | 243                                                 | 269                                                 |